# گیلوسیت
گِیلوسیت (انگلیسی: Gaylussite) یک کانی کربناته، کربنات کلسیم سدیم هیدراته با فرمول Na2Ca(CO3)2·5H2O است. گیلوسیت به صورت بلورهای منشوری تک‌شیب (مونوکلینیک) شفاف و آبگینه‌ای سفید تا خاکستری تا زرد دیده می‌شود. این ماده معدنی ناپایدار است که در هوای خشک کم‌آب می‌شود و در آب تجزیه می‌شود.

## کشف و پدیداری
گیبوسیت به عنوان یکی از تبخیری‌ها از آب‌های دریاچه قلیایی تشکیل شده‌است. همچنین به ندرت به صورت رگچه در سنگ‌های آذرین قلیایی دیده می‌شود. گیبوسیت اولین بار در سال ۱۸۲۶ پس از یافته شدن در لانگونیاس مریدای ونزوئلا توصیف شد. شیمیدان فرانسوی ژوزف لویی گیلوساک (۱۷۷۸–۱۸۵۰)، این توصیف را انجام داد. این ماده معدنی اخیراً (۲۰۱۴) از هسته حفاری در دریاچه لونار در بخش بلدهانه، مهاراشترا، هند گزارش شده‌است. دریاچه لونار در اثر برخورد شهاب‌واره در دوران پلیستوسن ایجاد شد و یکی از تنها چهار دهانه برخوردی با سرعت فوق‌العاده شناخته شده در سنگ بازالتی در هر نقطه از زمین است.